# Hellenisztikus filozófia
Hellenizmusnak nevezzük a görög történelem azon szakaszát, amely Nagy Sándor hódításaitól (i. e. 336–323) a Római Birodalom kiépüléséig tartott (i. e. 30). A hellenisztikus filozófia határait Arisztotelész halálától (i. e. 322) az újplatonizmus kialakulásáig (3. század) tartjuk.

## Hellenisztikus filozófiai iskolák

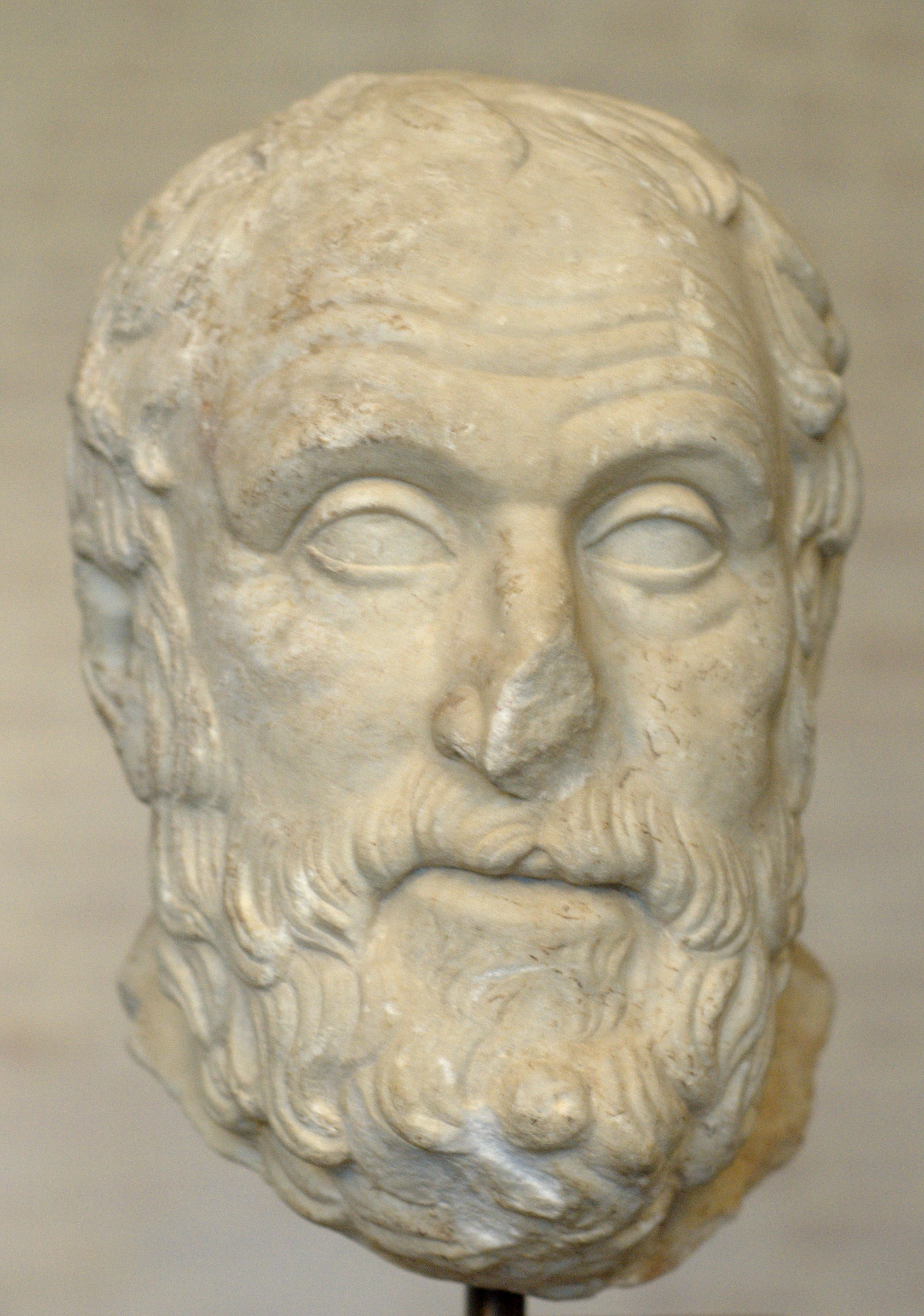
Karneadész szobrának az athéni fórumon, kb. i. e. 150 körül állított példány római másolata

### Platonizmus
Platón filozófiájára, különösen ideatanára épülő filozófiai irányzat.
- Szpeuszipposz (i. e. 408 k. – 339)
- Xenokratész (i. e. 396 – 314)
- Pitanéi Arkeszilaosz (i. e. 316 – 232)
- Karneadész (i. e. 214 – 129)
- Aszkalóni Antiokhosz (i. e. 125 k. – 68 k.)
- Plutarkhosz (46/48 – 125/127)

### Peripatetikusok
Arisztotelész követőinek, tanítványainak tanításai. A hellenizmus korában a peripatetikusok inkább filológiai és biográfiai tevékenységükről nevezetesek, majd az i. e. 1. században, amikor Arisztotelész művei újra hozzáférhetővé váltak, visszatértek a filozófiai kutatásokhoz.
- Theophrasztosz (i. e. 371 – 287)
- Lampszakoszi Sztratón (i. e. 335 – 269)
- Szamoszi Arisztarkhosz (i. e. 310 k. – 230 k.)
- Rhodoszi Hieronümosz (i. e. 290 k. – 230 k.)

### Cinikusok

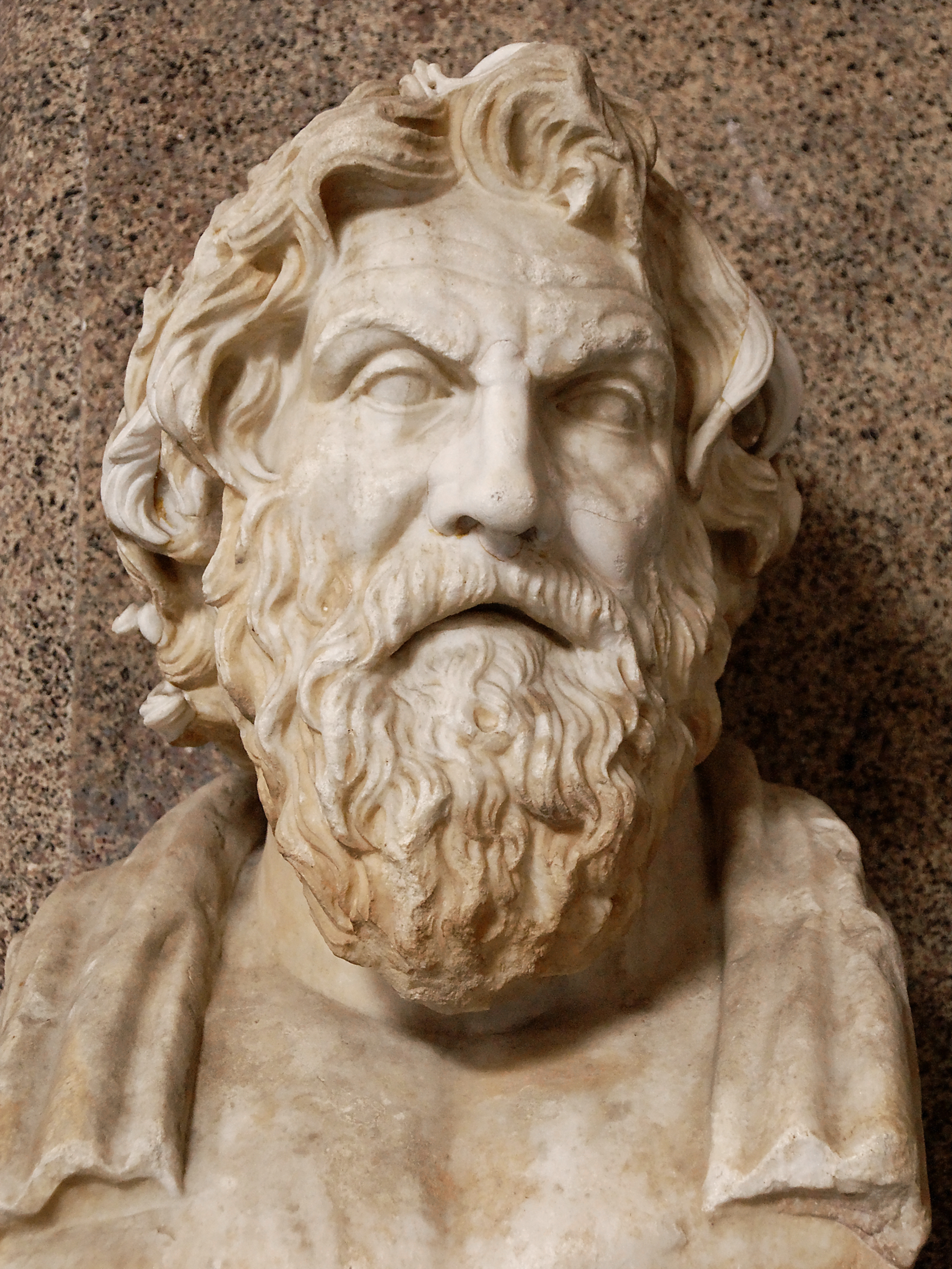
Az 1774-es tivoli ásatáson talált Antiszthenészt ábrázoló szobor

A cinikus filozófusok Antisztenész athéni követői voltak. Az iskola a nevét a görög künikosz, latin cynicus 'kutya' jelentésű küon szótól kapta. Képviselői a görög társadalom különböző rétegeiből kerültek ki, s elvetették a társadalom normáit. Életformájuk mintája kóbor ebek mindennapjai voltak. A boldogság alapjának a tárgyi javakról való lemondást tekintették.
- Antiszthenész (i. e. 446 – 368)
- Szinópéi Diogenész (i. e. 412/404 – 323)
- Thébai Kratész (i. e. 365 k. – 285 k.)
- Menipposz (i. e. kb. 275)
- cinikus Démétriosz (10 k. – 80 k.)

### Kürénéi hedonista filozófiai iskola
A kürénéi hedonista iskola alapítója Szókratész egyik tanítványa, Arisztipposz volt. Az iskola nevét a görög „hédoné” szóból képezték, melynek jelentése: élvezet, gyönyör.
- Arisztipposz (kb. i. e. 434 – 356)
- Annikerisz (i. e. 3. század)
- kürénéi Hégésziasz (i. e. 3. század)
- Theodórosz (Annikerisz tanítványa)

### Epikureusok

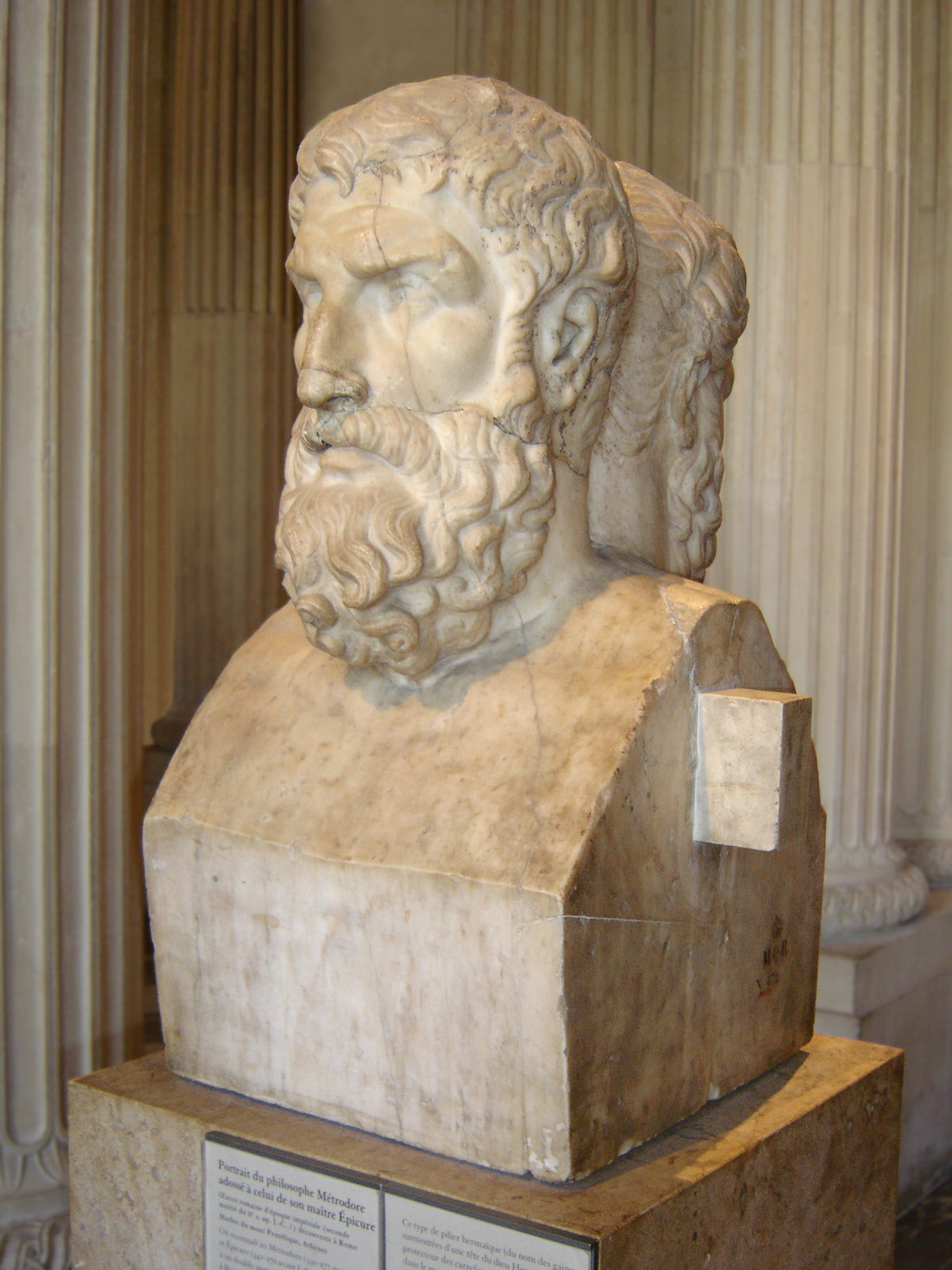
Epikurosz mellszobra. Valószínűleg Itáliában készült, valamikor a 2. század folyamán. Jelenleg a Louvre-ban látható

Az epikureizmus Epikurosz filozófiájára épülő irányzat volt. Az iskola gondolatai később felelhetők Lucretius és Horatius műveiben is. Főbb képviselők:
- Epikurosz (i. e. 341 – 270)
- athéni Métrodórosz (i. e. 331 – 278)
- Zénón (epikureus filozófus) (i. e. 1. század)
- Philodémosz (i. e. 110 – 40)
- Lucretius (i. e. 99 – 55)

### Sztoikusok
A sztoa mint filozófiai irányzat a hellenizmustól a kései ókorig nagy befolyást gyakorolt. A filozófiát logikára, fizikára és etikára osztották fel.
Története három korszakra tagolható:
- Első korszak kifejlesztette és kiteljesítette a sztoikus rendszert. Fontosabb képviselői:
  - Kitioni Zénón (i. e. 333 – 263)
  - Kleanthész (i. e. 331 – 232)
  - Khrüszipposz (i. e. 280 – 207)
- A középső korszakot Panaitiosz uralta, akinek munkásságával a görög filozófia bevonult Rómába. Képviselők:
  - Panaitiosz (i. e. 185 – 110)
  - Rodoszi Poszeidóniosz (i. e. 135 – 51)
- A kései korszak képviselői vizsgálódásaik középpontjába morális kérdéseket állítottak. Főbb képviselők:
  - Seneca (i. e. 4 – 65)
  - Epiktétosz (55 – 135)
  - Marcus Aurelius (121 – 180)

### Szkeptikusok

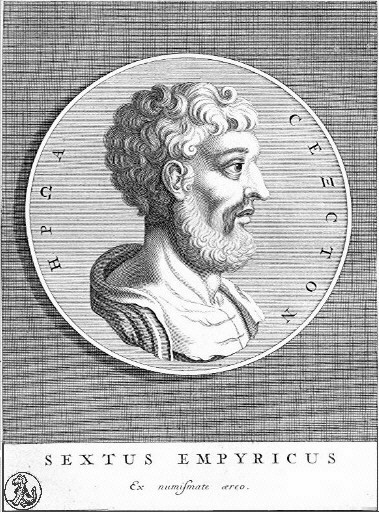
Sextus Empiricus (bronzmedál)

A hellenisztikus filozófia azon gondolkodóit soroljuk ide, amelynek tagjai kételkedtek abban, hogy érzékeink és értelmünk révén képesek lennénk a dolgok természetének megismerésére, s ezért ítéleteink felfüggesztését javasolták. A szkeptikus filozófia alapja támadás volt minden olyan filozófia ellen amely azt állította magáról, hogy képes feltárni az igazságot.
A szkeptikus filozófián belül három irányzatot különböztethetünk meg:
- pürhonizmust (i. e. 4 – 3 század),
  - éliszi Pürrhón (kb. i. e. 360 – 270)
  - Phleiuszi Timón (i. e. 320 – 230)
- a Középső és az Új akadémiát (i. e. 3 – 1. század)
  - Karneadész (i. e. 214/13 – 129/128)
  - Kleitomakhosz (187/6 – 110/09)
  - Larisszai Philón (i. e. 1. század)
- új-pürhonizmus (i. e. 1. századtól kezdve)
  - szkeptikus Agrippa (i. e. 1. század)
  - Aeneszidémosz (i. e. 1. század)
  - Sextus Empiricus (2. század)

### Eklekticizmus

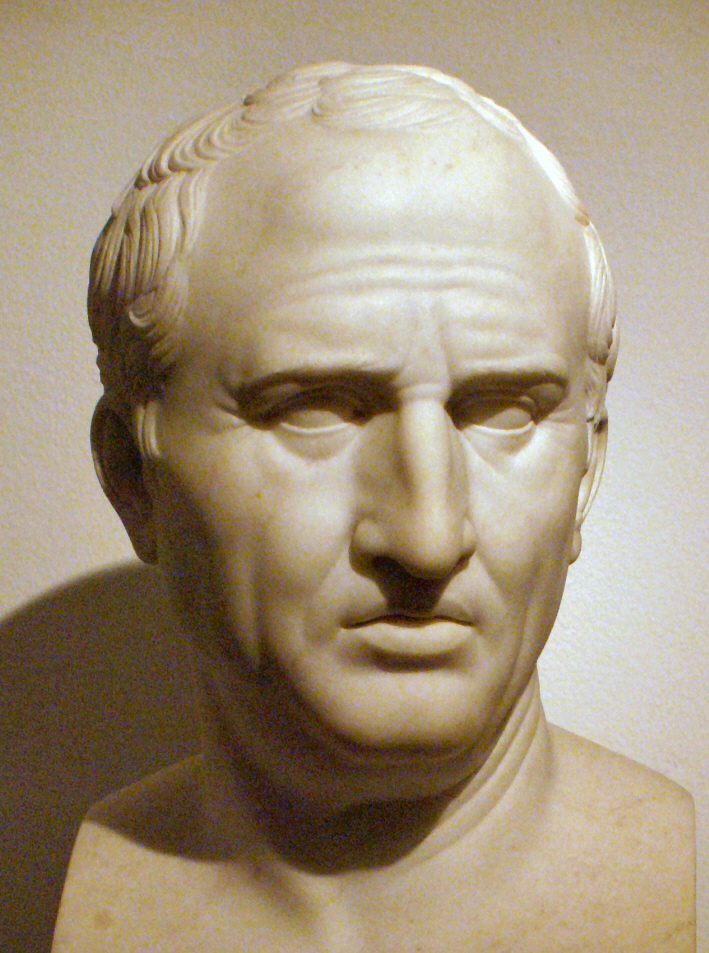
Cicero (római szobor másolata)

A görög eklektó, 'válogat' szóból kapta a nevét. Különösen a késői görög és alexandriai filozófiában volt jellemző. Azokat a filozófusokat soroljuk ide, akik sem egységes elvre épülőfilozófiai rendszert nem alkottak, sem pedig egyes filozófusokhoz nem csatlakoztak, hanem a különböző rendszerekből átvették mindazt, ami számukra helyesnek tűnt.
- Cicero (i. e. 106 – 43)

### Hellenizált zsidóság
- Philón (i. e. 30 – i. u. 45)

### Újpüthagóreusok
A újpüthagóreusok, Püthagorasz a számokról, mint „őselvről”, mint a világ ősprincípiumairól szóló nézetét fejlesztették tovább. Meglátásuk szerint a számok közvetítők Isten és a világ közt.
- Apollóniosz (filozófus) (40 – 120)
- apameai Nunéniusz (2. század)

### Hellenizált keresztények
- Alexandriai Kelemen (150 – 215)
- Órigenész (185 – 254)
- Hippói Szent Ágoston (354 – 430)

### Neoplatonizmus
A neoplatonizmus (kb. 250 – 550) a pogány ókor utolsó erőfeszítése arra, hogy egy olyan, mindent magába foglaló filozófiai rendszert alkosson, amely kielégítheti az ember minden szellemi igényét. Az iskola kísérletet tett arra, hogy átfogó, koherens képet adjon a világról és a világban helyet foglaló emberről. Érdekessége, hogy egy olyan istenségbe (vagy alapelvbe) vetett hitet tanított, amely olyan forrás, amelyből minden úgy áramlik ki, hogy eközben soha sem különül el tőle. Ez az emanáció (kiáramlás) a teremtés, amely kiapadhatatlan, akaratlan és időtlen aktus.
- Ammoniasz Szakkasz (kb. 175 – 242)
- Plótinosz (kb. 204 – 270)
- Porphüriosz (233 – 309)
- Iamblikhosz (245 – 325)
- alexandriai Hüpatia (kb. 370 – 415)
- Proklosz (kb. 410 – 485)
- Boethius (480 – 524) „az utolsó római és az első skolasztikus”

## Lásd még
- Filozófia
- Preszókratikus filozófia